# 順州 (廣南西路)
順州是宋代廣南西路邕州所置的一個羈縻州，其轄地在今廣西省和越南高平省邊境一帶地方，是宋代招撫當地土著所設置的羈縻州縣，由其頭人任州官。
順州為故廣源州之地，該州雖為宋朝的羈縻州，實際在大瞿越李朝的控制之下，宋越熙寧戰爭中被宋朝軍隊攻取。熙寧十年（1077年）二月丙午，以廣源州改置順州。
元豐元年（1078年），李朝派陶宗元向宋朝進獻馴象，請還廣源、蘇荗等州及所掠人民。翌年，宋朝將順州歸還給了李朝。出於回報，李朝於元豐四年（1081年）將所俘的邕、欽、廉三州的兵民遣返歸宋。